# Áno Viranepiskopí
Áno Viranepiskopí, en grec moderne : Άνω Βιρανεπισκοπή, est un village du dème de Réthymnon, en Crète, en Grèce. Selon le recensement de 2011, la population d'Áno Viranepiskopí compte 94 habitants. Le village est situé à une altitude de 100 m et à une distance de 14 km à l'est de Réthymnon.